# Левинское (Вологодская область)
Левинское — деревня в Тотемском районе Вологодской области.
Входит в состав Калининского сельского поселения, с точки зрения административно-территориального деления — в Калининский сельсовет.
Расстояние по автодороге до районного центра Тотьмы — 26 км, до центра муниципального образования посёлка Царёва — 1 км. Ближайшие населённые пункты — Климовская, Конюховская, Коровинская, Сластничиха, Царёва.
По переписи 2002 года население — 15 человек.